# Római kori Duna-híd

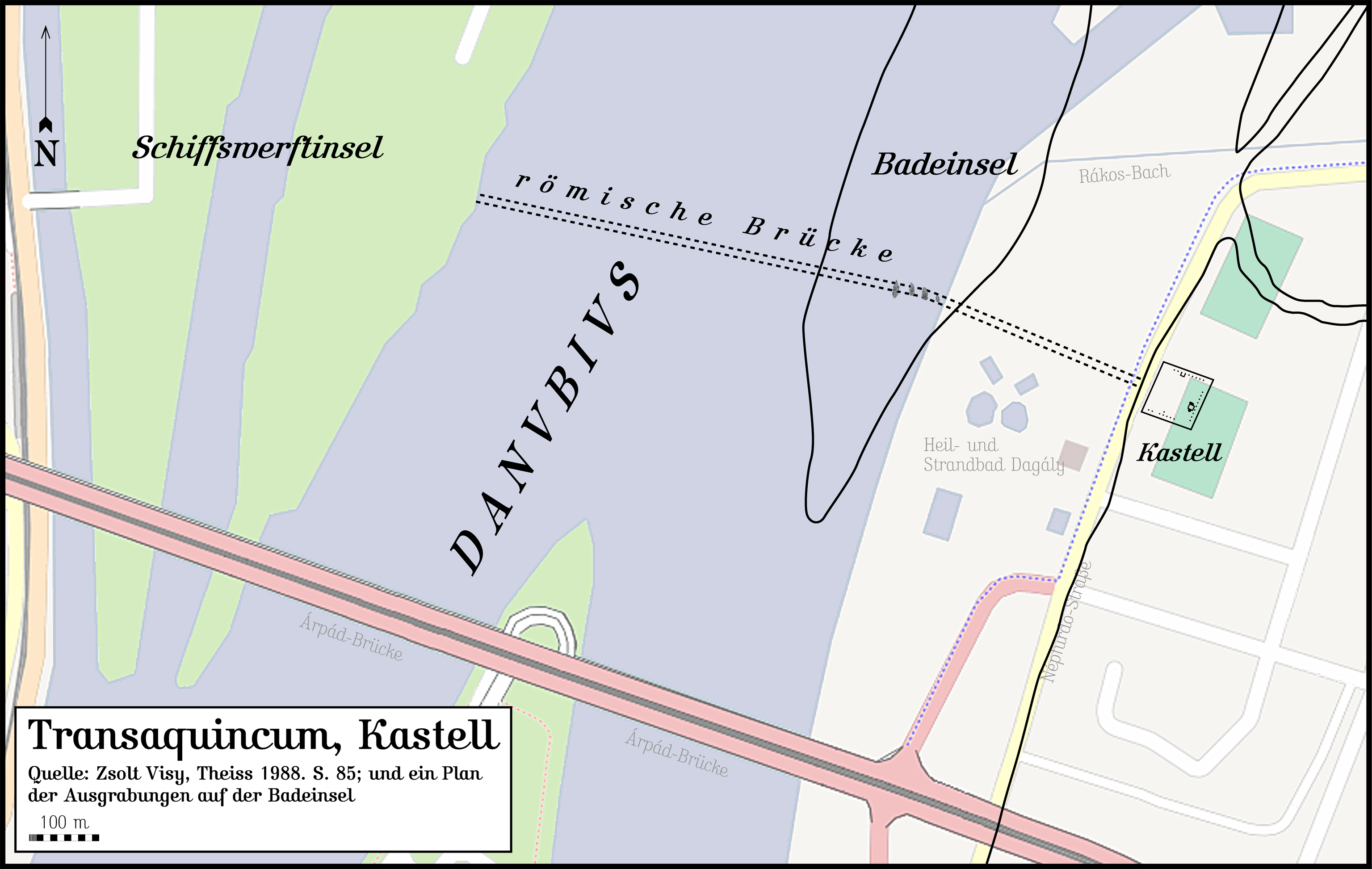
Transaquincum térképe a híd helyével

A római kori Duna-híd egy feltételezések szerint a mai Budapest területén, a Dunán a római korban átívelő híd volt, ami a mai Óbudai-szigetet kötötte össze a barbaricumi oldallal, de erre nincs hiteles bizonyíték. A feltételezett híd a mai Árpád hídtól valamivel északabbra állhatott. A hídnak tulajdonított maradványokat és a Duna bal parti oldalán álló Transaquincumnak is nevezett erőd romjait az 1874–1875-ben folytatott ásatások során tárták fel.
A híd maradványainak gondolt objektumok a Duna-meder kotrásakor kerültek elő a 19. század végén; az alacsony vízállás miatt a vízből kiemelkedtek a cölöpök, ezeket Zsigmondy Gusztáv mérnök figyelte meg. 1892-ben kezdték meg a felmérését és megállapították, hogy vagy egy ideiglenes jellegű fahíd, vagy egy hajóhíd pillérei lehettek.
Utólagos kutatások szerint nem bizonyítható egyértelműen, hogy a mederben talált, majd a kotrási műveletek során meg is semmisült maradványok valóban egy Dunán átívelő állandó híd részei voltak. Kétségessé teszi egy ilyen híd meglétét, hogy a megmaradt információk alapján a pilléreknek vélelmezett maradványok eltérnek az ókori hídépítési szokásoktól, elégtelenek egy ilyen hídhoz, többek közt pedig semmi nyoma hídfőknek, még a római fennhatóságú oldalon, a mai Óbudai-szigeten sem került elő ezt igazoló lelet; ezen kívül a dunai jégzajlások egy ilyen hidat hamar elsodortak volna, vagy ha nem is, gyakori javításokat, karbantartásokat tettek volna szükségessé rajta, ami értelmetlenné és gazdaságtalanná tette volna ennek a hídnak a létét. Nagyobb valószínűséggel hajóhídakkal, csónakokkal vagy kompokkal oldották meg a két part közti forgalmat, míg a megtalált maradványok inkább egy móló részeként szolgálhattak.